# Martin Roesink
Martin Roesink (Diepenveen, 1939) was in 1968 de eerste Nederlandse golfspeler op de Amerikaanse PGA Tour.

## Golfer
Via een introductie werd Roesink aangenomen als assistent op Golfclub De Dommel en daar kreeg hij les van Piet Witte. Na 18 maanden ging hij naar Engeland om ook op internationaal niveau te spelen.
Nadat hij drie keer de Twente Cup had gewonnen, vond Roesink in 1968 zes leden van de Sallandsche Golfclub bereid hem te sponsoren en kon hij zijn geluk proberen in Amerika. Hij won de Qualifying School in Florida en mocht in 1969 spelen op de Amerikaanse PGA Tour, als eerste Nederlander ooit. Zijn beste resultaat behaalde hij bij de Phoenix Open in zijn eerste seizoen, hij werd 13de. Eind 1973 verloor hij zijn spelerskaart. In Amerika waren toen pas 21 golfbanen, waarvan er slechts zeven 18 holes hadden, maar het waren publieke banen, iedereen was er welkom. 
In 1980 was hij beste Nederlander op het Open op de Hilversumsche. Dat jaar kreeg hij de Amerikaanse nationaliteit.

### Gewonnen
- Twente Cup: 1965, 1966 en 1967
- New Zealand Wills Masters 1967

### Record
Hij werd het Kanon genoemd want op Sunningdale Golf Club sloeg hij een afslag van 321 meter met een 'ouderwetse' houten golfstok. Dat record heeft jarenlang op de Europese Tour op zijn naam gestaan.

## Clubmanager
Op de golfbaan in Pensacola, Florida, werd hij assistent-manager en in 1985 werd hij manager van Golfclub Dales, die deel uitmaakt van de Tam O'Shanter Golf Course  in Canton, Ohio. 